# Balomireasa
Balomireasa – wieś w Rumunii, w okręgu Vâlcea, w gminie Stoilești. W 2011 roku liczyła 197 mieszkańców.